# Сердану
Сердану (рум. Serdanu) — село у повіті Димбовіца в Румунії. Входить до складу комуни Лунгулецу.
Село розташоване на відстані 42 км на північний захід від Бухареста, 35 км на південний схід від Тирговіште, 148 км на схід від Крайови, 114 км на південь від Брашова.

## Населення
За даними перепису населення 2002 року у селі проживали 1434 особи, з них 1432 особи (99,9%) румунів. Усі жителі села рідною мовою назвали румунську.